# Curcumina
Curcumina é um polifenol que ocorre naturalmente no açafrão-da-Índia (Curcuma longa) e que faz parte de um grupo de componentes bioativos denominados curcuminoides. Uma das principais características da curcumina é sua cor amarelo-alaranjado sendo então o responsável pela cor do açafrão. É utilizado como um corante natural para alimentos, tanto na indústria alimentícia, com o código de aditivo alimentar E100, como na cozinha em preparos caseiros.
Cerca 1,34% da massa do açafrão-da-Índia é curcumina. Foi isolada pela primeira vez em 1815, é um pó de baixa solubilidade em água, mas solúvel no etanol, metanol, acetona e óleos. Sua estrutura foi descrita por Lampe e Milobedeska em 1910. Quimicamente é um diferoilmetano com a fórmula C21H20O6 e peso molecular 368,4. A quantidade de curcumina extraída do açafrão varia consideravelmente dependendo da temperatura e métodos de extração utilizados.
O pó de açafrão (ou cúrcuma) encontrado comercialmente nos mercados contém três cucurminoides que lhe conferem a cor amarelo alaranjada típica: a curcumina e 2 derivas desta, a demetoxicurcumina  e a bisdemetoxicurcumina.
A curcumina tem sido alvo de extensa pesquisa e foi associada a melhora de diversos quadros patológicos como câncer, Alzheimer e síndrome metabólica. Apresenta também propriedades anti-inflamatórias, antioxidantes, e outras propriedades que levam a crer no possível efeito terapêutico desse composto.

## Biodisponibilidade
Os estudos sobre a biodisponibilidade da curcumina revelaram baixa absorção e rápido metabolismo reduzindo severamente a sua biodisponibilidade. Uma das principais problemas observados são os níveis séricos extremamente baixos. Wahlstrom e Blennow em 1978 investigaram a absorção, distribuição e excreção de curcumina, os pesquisadores utilizaram ratos Sprague Dawley. Foram observadas quantidades insignificantes de curcumina no plasma sanguíneo desses animais após a administração oral de 1g/kg de curcumina. Os resultados mostraram que a curcumina era pouco absorvida pelo tecido intestinal. Outro estudo, desta vez também em humanos realizado por Shoba et al., a curcumina foi administrada oralmente na dose de 2 g/kg a ratos, e uma concentração sérica máxima de 0,23 µg/mL, enquanto em humanos a mesma dose de curcumina resultou em níveis séricos indetectáveis ou extremamente baixos. Em um ensaio clínico em humanos, foi administrado 3,6 g de curcumina por via oral, o que produziu um nível plasmático de curcumina de 11,1 nmol/L após uma hora de dosagem.
Estudos demonstram como principais razões para a baixa biodisponibilidade deste composto fenólico a má absorção, o metabolismo rápido e a sua eliminação. Para contornar os problemas na biodisponibilidade da curcumina, alguns adjuvantes foram estudados para aumentar a sua absorção, como por exemplo, a piperina. Em um estudo feito por Shoba |numero-autores=et al., foi combinada curcumina com piperina, mostrando resultados de um aumento significativo na biodisponibilidade do composto.

## Efeitos na saúde
Há estudos que demonstram o efeito da curcumina no organismo humano revelando seu potencial antioxidante, anti-inflamatório e anti-apoptótico, podendo apresentar melhora em quadros de doenças neurodegenerativas, cardiovasculares, metabólicas, gastrointestinais, respiratórias e inflamatórias. Seus efeitos são promovidos por meio da modulação de vários alvos moleculares, incluindo fatores de transcrição, enzimas, proteínas do ciclo celular, receptores, moléculas de adesão à superfície celular, entre outros.
Além dos efeitos já citados fornecidos pelos polifenóis, a curcumina também pode modular vias das respostas inflamatórias e antioxidantes, por aumentar a expressão gênica de proteínas relacionadas a síntese de glutationa (GSH), aumentando a síntese desse composto, e maior atividade da enzima glutamato cisteína ligase (GCL) que é a enzima limitante na velocidade da síntese. A curcumina também se mostrou eficiente quando utilizada em células epiteliais alveolares cultivadas, inibindo a ativação do fator nuclear kappa B (NF-kB) e proteína-ativadora 1 (AP-1) mediada por H2O2 e TNF e a liberação de interleucina 8 (IL-8). Também é sabido que a curcumina pode modular a ativação de NF-kB por uma variedade de agentes, e esta regulação negativa da NF-kB pela curcumina desempenha um papel importante na supressão da expressão de TNF-a.

## Alzheimer e Curcumina
A doença de Alzheimer é uma doença neurodegenerativa crônica, a qual se inicia com o processamento errôneo de algumas proteínas no cérebro, surgindo fragmentos protéicos tóxicos dentro dos neurônios e nos espaços entre eles. A patogênese molecular da doença envolve a deposição extracelular de peptídeos beta-amilóide (Ab) no hipocampo.
A curcumina tem capacidade de reduzir a severidade dos sintomas da Alzheimer devido a suas propriedades antiagregantes. Estudos demonstraram que a curcumina reduz o oligômero Ab e a formação de fibrilas, inibindo a neurotoxicidade do oligômero Ab no cérebro e, consequentemente, suprime a inflamação induzida por este.
A curcumina é capaz de potencializar a produção de proteínas de choque térmico em resposta ao estresse celular, protegendo as células neuronais da neurotoxicidade do oligômero Ab e prevenindo sua agregação e acúmulo. Isso pois a curcumina melhora o Ab induzido neurotoxicidade por superexpressão de histona deacetilase(HDAC 2) e inibição da hiperfosforilação da proteína TAU induzida por Ab estimulando a via protetora Wnt/b-catenina em humanos.